# Machine Learning (časopis)
Mašinsko učenje  je recenzirani naučni časopis, koji izlazi od 1986. godine.
Godine 2001, četrdeset urednika i članova uredničkog odbora Mašinskog učenja dalo je ostavke kako bi podržalo Journal of Machine Learning Research (JMLR), izjavivši da je u eri interneta za istraživače bilo štetno da nastave da objavljuju svoje radove u skupim časopisi sa arhivom plaćenog pristupa. Umesto toga, pisali su, podržavali su model JMLR, u kome su autori zadržali autorska prava nad svojim radovima, a arhive su bile slobodno dostupne na internetu.
Nakon masovne ostavke, Kluver je promenio svoju politiku objavljivanja kako bi omogućio autorima da samostalno arhiviraju svoje radove na mreži nakon recenzije.

## Izabarani članci
- J.R. Quinlan (1986). „Induction of Decision Trees”. Machine Learning. 1: 81—106. doi:10.1007/BF00116251 .
- Nick Littlestone (1988). „Learning Quickly When Irrelevant Attributes Abound: A New Linear-threshold Algorithm” (PDF). Machine Learning. 2 (4): 285—318. doi:10.1007/BF00116827 . Архивирано из оригинала (PDF) 02. 07. 2022. г. Приступљено 09. 09. 2024.
- John R. Anderson and Michael Matessa (1992). „Explorations of an Incremental, Bayesian Algorithm for Categorization”. Machine Learning. 9 (4): 275—308. doi:10.1007/BF00994109 .
- David Klahr (1994). „Children, Adults, and Machines as Discovery Systems”. Machine Learning. 14 (3): 313—320. doi:10.1007/BF00993981 .
- Thomas Dean and Dana Angluin and Kenneth Basye and Sean Engelson and Leslie Kaelbling and Evangelos Kokkevis and Oded Maron (1995). „Inferring Finite Automata with Stochastic Output Functions and an Application to Map Learning”. Machine Learning. 18: 81—108. doi:10.1007/BF00993822 .
- Luc De Raedt and Luc Dehaspe (1997). „Clausal Discovery”. Machine Learning. 26 (2/3): 99—146. doi:10.1023/A:1007361123060 .
- C. de la Higuera (1997). „Characteristic Sets for Grammatical Inference”. Machine Learning. 27: 1—14.
- Robert E. Schapire and Yoram Singer (1999). „Improved Boosting Algorithms Using Confidence-rated Predictions”. Machine Learning. 37 (3): 297—336. doi:10.1023/A:1007614523901 .
- Robert E. Schapire and Yoram Singer (2000). „BoosTexter: A Boosting-based System for Text Categorization”. Machine Learning. 39 (2/3): 135—168. doi:10.1023/A:1007649029923 .
- P. Rossmanith and T. Zeugmann (2001). „Stochastic Finite Learning of the Pattern Languages”. Machine Learning. 44 (1–2): 67—91. doi:10.1023/A:1010875913047 .
- Parekh, Rajesh; Honavar, Vasant (2001). „Learning DFA from Simple Examples”. Machine Learning. 44 (1/2): 9—35. doi:10.1023/A:1010822518073 .
- Ayhan Demiriz and Kristin P. Bennett and John Shawe-Taylor (2002). „Linear Programming Boosting via Column Generation”. Machine Learning. 46: 225—254. doi:10.1023/A:1012470815092 .
- Simon Colton and Stephen Muggleton (2006). „Mathematical Applications of Inductive Logic Programming” (PDF). Machine Learning. 64 (1–3): 25—64. doi:10.1007/s10994-006-8259-x .
- Will Bridewell and Pat Langley and Ljupco Todorovski and Saso Dzeroski (2008). „Inductive Process Modeling”. Machine Learning.
- Stephen Muggleton and Alireza Tamaddoni-Nezhad (2008). „QG/GA: a stochastic search for Progol”. Machine Learning. 70 (2–3): 121—133. doi:10.1007/s10994-007-5029-3 .